# Ostrijky
Ostrijky (ukr. Острійки) – wieś na Ukrainie, w obwodzie kijowskim, w rejonie białocerkiewskim, w hromadzie Uzyn. W 2001 liczyła 845 mieszkańców, spośród których 817 wskazało jako ojczysty język ukraiński, 25 rosyjski, 1 mołdawski, 1 białoruski, a 1 inny.